# Neutrale cigaretpakker
Neutrale cigaretpakker er en standardiseret ensartet indpakning af cigaretter og andre tobaksvarer uden nogen form for særlige kendetegn så som særskilte farver, billeder eller logoer. En neutral cigaretpakke er kun forsynet med produktnavn og producent skrevet med en bestemt skrift i en fastlagt størrelse, eventuelle sundhedsadvarsler og andet lovbestemt information.
En række lande har gjort det obligatorisk kun at sælge tobaksvarer i neutrale pakninger. De første lande hvor brug af neutrale pakker blev påbudt var Australien (december 2012) efterfulgt af Frankrig (januar 2017), Storbritannien (maj 2017), New Zealand (juni 2018), Norge (juli 2018), Irland (september 2018), Thailand (december 2019) og siden flere andre lande.
I Danmark indfører National handleplan mod børn og unges rygning neutrale cigaretpakker fra 2022. Cigaretpakkerne skal have samme farve og må ikke længere vise tobaksfirmaets logo.
Verdenssundhedsorganisationen (WHO) opfordrer i ny rapport til indførelsen af plain packaging. Der er klar evidens for effekten af dette tiltag både fra forskningsresultater og nu også fra Australien, som indførte plain packaging i 2012

## Forskning i neutral emballage
Forskere ved Sirus har bidraget til en systematisk gennemgang af international forskning om neutral indpakning af tobaksvarer. Gennemgangen blev udført af forskere i Storbritannien i 2012
Nogle af fundene i gennemgangen er:
I alle studier, der undersøgte appel/tiltrækningskraft, var neutrale pakker bedømt som mindre attraktive end tilsvarende pakker med logo/brand-design (almindelige pakker).
- Neutrale pakker blev anset for at indeholde et produkt af ringere kvalitet og dårligere smag.

Positive indtryk af rygeridentitet og personligstræk, der blev knyttet til specifikke tobaksmærker, blev svækket eller forsvandt helt med neutral emballage.
- Ikke-rygere og unge reagerede mere negativt på neutrale pakker end rygere og ældre personer.
- Et klart flertal af undersøgelserne konkluderede, at sundhedsadvarsler blev mere synlige eller fremtrædende i neutrale pakker sammenlignet med almindelige pakker.
- Neutral emballage syntes at øge de negative følelser, der er forbundet med rygning. En generel opfattelse hos publikum var ofte, at neutrale pakker kan hjælpe til at forebygge, at unge mennesker begynder at ryge, og sørge for at etablerede rygere stopper.

## Danmark
National handleplan mod børn og unges rygning fra 2020 indfører blandt andet at tobak skal være under disken, neutrale tobakspakker og røgfri skoletid.
Standardiserede tobakspakker (neutrale pakker):
Cigaretter og andre tobaksprodukter slut med at fremstille ’gamle’ pakker fra 1. juli 2021, slut med salg af ’gamle’ pakker fra 1. april 2022.